# William Railton

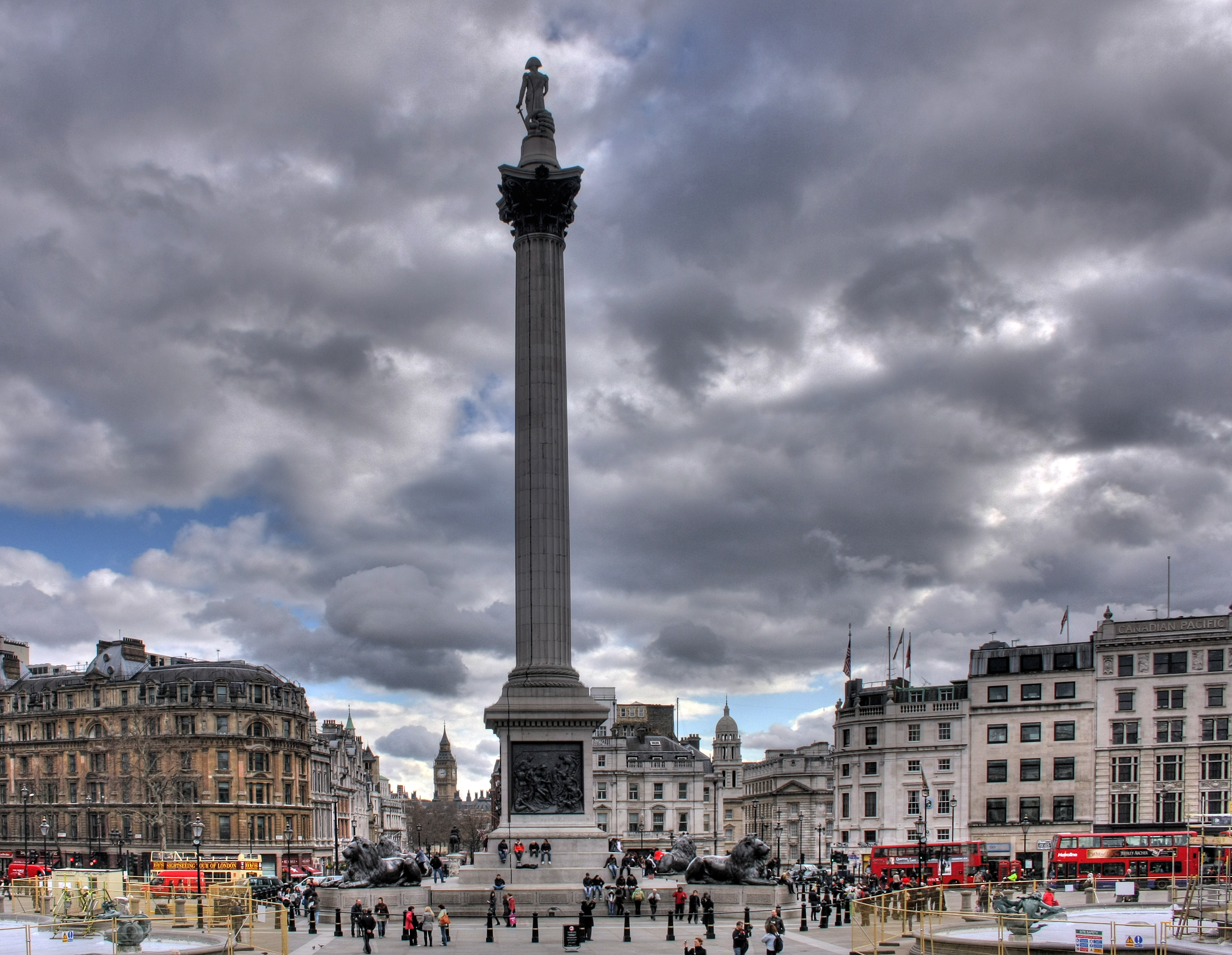
Trabalho monumental de William Railton na Trafalgar Square.

William Railton (c.1801–1877) foi um arquiteto inglês do século XIX. 
Foi aluno do arquiteto William Inwood. 